# Lil' Thunder
Lil' Thunder was een stalen kinder achtbaan in Six Flags Great Adventure. De achtbaan was geopend tussen 1975 en 1983 en was gebouwd door Herschell.
De achtbaan werd in 1975 geopend onder de naam The Kiddie Coaster. Alleen kinderen onder de 137 centimeter mochten de achtbaan in. Volwassenen mochten alleen als begeleiding mee. Toen de Rolling Thunder werd geopend in 1979 werd de naam veranderd naar Lil' Thunder omdat de achtbaan nu vlak bij de Rolling Thunder stond.
De achtbaan werd in 1983 afgebroken om plaats te maken voor andere attracties.